# Wolodymyr-Bojko-Stadion
Das Wolodymyr-Bojko-Stadion (ukrainisch Стадіон імені Володимира Бойка) ist ein Fußballstadion mit Leichtathletikanlage in der ukrainischen Stadt Mariupol. Es bietet Platz für 12.680 Zuschauer und dient unter anderem dem Fußballverein FK Mariupol als Heimspielstätte. Bis Februar 2018 hieß es Illitschiwez-Stadion und wurde dann nach dem Helden der Ukraine Wolodymyr Bojko benannt.

## Geschichte
Das heutige Wolodymyr-Bojko-Stadion in Mariupol, einer Stadt mit knapp einer halben Million Einwohnern in der Oblast Donezk im Osten der Ukraine am Ufer des Asowschen Meeres, wurde 1956 erbaut und noch im gleichen Jahr eröffnet. Vier Jahre später wurde in Mariupol der Verein Illitschiwez Mariupol gegründet. Dieser, bestehend aus diversen Sportabteilungen, nutzte das Stadion als Austragungsort für Wettkämpfe in der Leichtathletik und in anderen Sportarten. Als 1996 die Fußballabteilung des Vereins ins Leben gerufen wurde, nutzte dieser das Illitschiwez-Stadion, das damals noch unter dem Namen Novator-Stadion bekannt war, ebenfalls als Heimstadion. Die Fußballabteilung von Illitschiwez Mariupol konnte als größten Erfolg bisher den Gewinn der Perscha Liha, der zweithöchsten ukrainischen Fußballliga, in der Saison 2007/08, verzeichnen. Derzeit spielt man in der ersten Liga im ukrainischen Fußball, der Premjer-Liha, wo derzeit regelmäßig Platzierungen im Mittelfeld der Tabelle erreicht wurden. 
In der Wyschtscha Liha 2003/04Erstligasaison 2003/04 stellte Illitschiwez Mariupol die fairste Mannschaft der Liga und qualifizierte sich über die Fairplaywertung für den UEFA-Pokal 2004/05. Dabei beheimatete das Illitschiwez-Stadion das Erstrundenspiel gegen FC Banants Jerewan aus Armenien, das Mariupol mit 2:0 gewinnen konnte, sowie das Spiel der zweiten Runde gegen FK Austria Wien, das mit einem torlosen Remis zu Ende ging. Da Illitschiwez Mariupol das Rückspiel in Österreichs Hauptstadt mit 0:3 verlor, schied der Verein aus dem Wettbewerb aus und das Spiel gegen Austria Wien bildete bis heute das letzte Europapokalspiel im Stadion.
Heutzutage bietet das Wolodymyr-Bojko-Stadion Platz für 12.680 Zuschauer. Es wird oft von der ukrainischen Fußballnationalmannschaft der Frauen für Länderspiele genutzt. Das Illitschiwez-Stadion war einer der ausgewählten Spielorte für die U-19-Fußball-Europameisterschaft 2009, deren Ausrichtung sich die Ukraine sichern konnte. Als zweitgrößtes Turnierstadion, die Spiele fanden ausschließlich in Donezk und Mariupol statt, beheimatete das Illitschiwez-Stadion drei Vorrundenspiele und ein Halbfinale. Das Endspiel, in dem sich die Ukraine mit einem 2:0-Sieg gegen England den Europameistertitel holte, stieg im etwa 25.000 Menschen fassenden RSK Olimpijskyj, der ehemaligen Spielstätte von Schachtar Donezk. Neben Fußball finden hier auch Leichtathletikwettkämpfe statt, der Rasen ist von einer Kunststoffbahn umgeben.

## Galerie

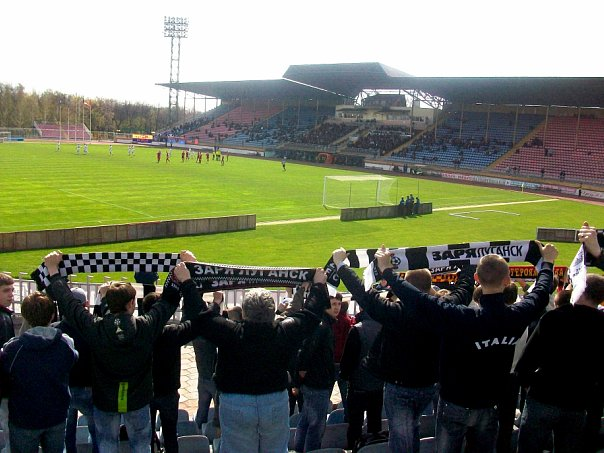
Blick in das Stadion
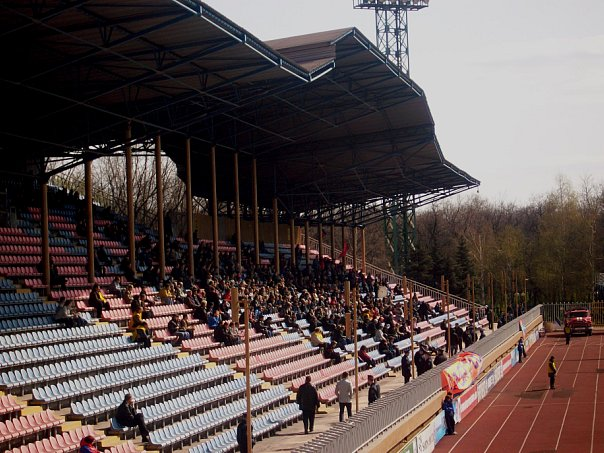
Haupttribüne der Sportstätte